# Massacro di Palikrowy

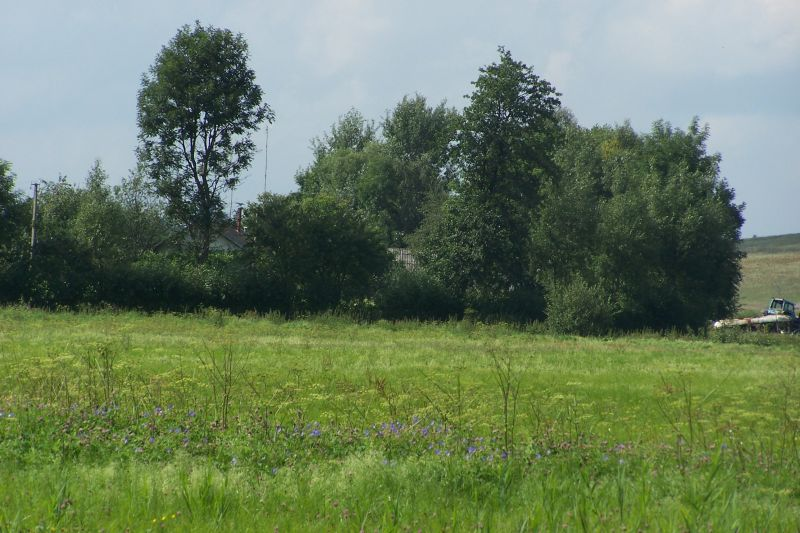
Prato vicino al villaggio, dove 365 polacchi furono assassinati dal 4 ° reggimento delle SS di polizia e dall'UPA

Il massacro di Palikrowy è stato un crimine di guerra commesso dal 4º reggimento SS di polizia composto da soldati ucraini delle SS-Galizien sotto il comando della polizia tedesca, SVK ucraino ("Autodifesa", ucraino: Samoobronni Kuszczowi Widdiły) e l'Esercito insurrezionale ucraino contro i polacchi nel villaggio di Palikrowy (dal 1945 Palykorovy), che ebbe luogo il 12 marzo 1944. Un totale di 385 polacchi furono uccisi.
Palikrowy era un villaggio etnicamente misto, con il 70% di popolazione polacca. Nel 1944 la popolazione era di circa 1 880 abitanti, con circa 360 case. L'azione a Palikrowy è stata coordinata con l'attacco al villaggio vicino Pidkamin, compreso il monastero di Pidkamin, dove si nascondevano alcuni abitanti di Palikrowy dal massacro dei polacchi in Volinia.
Tutti gli abitanti di Palikrowy erano stati riuniti su un prato vicino al villaggio. Gli abitanti ucraini del villaggio sono stati rilasciati, e a quel punto i polacchi furono uccisi con due mitragliatrici pesanti. Solo pochi feriti sopravvissero. Le case polacche furono bruciate e i civili polacchi nascosti furono assassinati.